# Ommata cyanea
Ommata cyanea là một loài bọ cánh cứng trong họ Cerambycidae.